# العقير (السبرة)

تعديل مصدري - تعديل

العقير محلة تابعة لقرية الذراع، التابعة لعزلة المساعدة بمديرية السبرة إحدى مديريات محافظة إب في الجمهورية اليمنية.، بلغ تعداد سكانها 55 حسب تعداد اليمن لعام 2004.